# Achterstelling
Van achterstelling is sprake, wanneer een schuldeiser en een schuldenaar overeenkomen dat de vordering van de schuldeiser een lagere rang heeft dan gewone (concurrente) vorderingen, zie volgorde van schuldeisers. Een achterstelling kan ook wettelijk geregeld zijn, bijvoorbeeld in het Nederlands erfrecht waar de wet een rangorde vastlegt voor voldoening van de schulden van de nalatenschap door de erfgenamen.  
Komt het tot executoriale verkoop van de bezittingen van een schuldenaar, dan worden dus uit de executie-opbrengst éérst de gewone vorderingen voldaan. Pas als er dan nog een restant overblijft, wordt daaruit (een deel van) de achtergestelde vordering betaald.
Deze rechtsfiguur beperkt dus de verhaalsmogelijkheden van de achtergestelde schuldeiser, ten gunste van een of meer andere schuldeisers. Uiteraard is dit niet in het belang van de schuldeiser. Achterstelling vindt dan ook vaak plaats op verzoek van een andere schuldeiser. Denk bijvoorbeeld aan de situatie waarin een ondernemer zich laat financieren door een bank, maar ook binnen z'n familie geld geleend heeft. De bank kan dan als extra zekerheid eisen dat de familie haar vordering achterstelt bij de vordering van de bank. Gaat de ondernemer failliet en komt het tot een uitkering aan de schuldeisers, dan ontvangen de familieleden pas een uitkering als de schuld aan de bank volledig voldaan is. Bij zakelijke voorwaarden zal bij een achtergestelde lening de rente hoger zijn.
Achterstelling is in Nederland geregeld in artikel 3:277, lid 2 van het Burgerlijk Wetboek.